# Socovos
Socovos é um município da Espanha na província de Albacete, comunidade autónoma de Castilla-La Mancha, de área 138,2 km² com população de 1951 habitantes (2004) e densidade populacional de 13,90 hab/km².

## Demografia

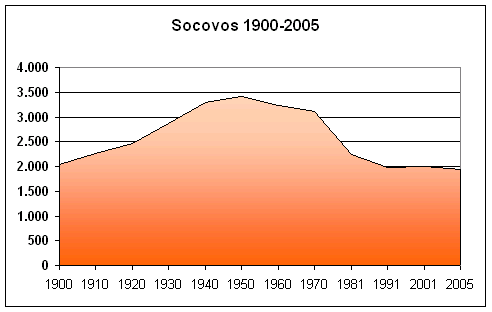
Variação demográfica do município entre 1900 e 2005

| Variação demográfica do município entre 1991 e 2004 | Variação demográfica do município entre 1991 e 2004 | Variação demográfica do município entre 1991 e 2004 | Variação demográfica do município entre 1991 e 2004 |
| --------------------------------------------------- | --------------------------------------------------- | --------------------------------------------------- | --------------------------------------------------- |
| 1991                                                | 1996                                                | 2001                                                | 2004                                                |
| 2126                                                | 2106                                                | 1983                                                | 1935                                                |